# ساو سوي هوك
ساو سوي هوك (1931 - 16 فبراير 2021) كان خبير سنغافوري رائدًا في الإحصاء والسكان والاقتصاد، وكان فاعل خير معروف.

## التعليم
حصل صو على درجة البكالوريوس في عام 1956 والماجستير في عام 1960 من جامعة مالايا في سنغافورة وهي الآن جامعة سنغافورة الوطنية. حصل على درجة الدكتوراه في الإحصاء من كلية لندن للاقتصاد عام 1963.

## الحياة المهنية
بدأ حياته الأكاديمية في جامعة مالايا في كوالالمبور (1963-1969). أصبح بعد ذلك أستاذًا مؤسسًا للإحصاء في جامعة هونغ كونغ (1969-1971) وأستاذًا للإحصاء في (1975-1999). كان زميلًا أستاذًا في معهد دراسات جنوب شرق آسيا في سنغافورة وعضوًا في مجلس أمناء جامعة سنغافورة الوطنية.
كان ساو عضوًا في أكثر من 30 لجنة ولجنة استشارية، بما في ذلك لجنة الأمم المتحدة لتسوية الرواتب والمعهد الإحصائي الدولي، وكان أول رئيس للجنة الإحصائية الوطنية في سنغافورة. وقد شغل مناصب زائرة في برينستون وستانفورد وكامبريدج من بين آخرين. قام بتأليف أو تحرير 49 كتابًا و31 فصلًا في الكتب وأكثر من 110 مقالة في الإحصاء والديموغرافيا والاقتصاد.